# MAC-10
 (mai 2025).
Si vous disposez d'ouvrages ou d'articles de référence ou si vous connaissez des sites web de qualité traitant du thème abordé ici, merci de compléter l'article en donnant les références utiles à sa vérifiabilité et en les liant à la section « Notes et références ».
Le MAC-10 (Military Armament Corporation Modèle 10, officiellement le M-10) est un pistolet-mitrailleur compact américain, développé par Gordon Ingram en 1964. Il est chambré en .45 ACP ou en 9 mm. Un silencieux a été conçu par Sionics pour le MAC-10, qui non seulement diminue le bruit créé, mais facilite le contrôle de l'arme en tir automatique (bien qu'il rende l'arme moins compacte et discrète).
Il s'agit d'une arme très compacte et simple à haute cadence de tir qui a connu un certain succès auprès des unités antiterroristes, notamment pour les assauts dans les avions où sa compacité, sa puissance de feu et la perforation réduite de certaines de ses munitions sont particulièrement adaptés. Le MAC, avec sa silhouette courte parfaitement parallélépipédique, entra dans la légende à la télévision et au cinéma (et aussi dans les jeux vidéo d'action), le plus souvent dans les mains des méchants. Cette notoriété ne fut néanmoins pas synonyme d'un important succès commercial, faute de clientèle militaire suffisante.
Cette arme permet le tir automatique ou au coup par coup, et est dotée d'un mécanisme actionné par le recul, le tir étant effectué culasse ouverte. Elle est équipée d'une crosse d'épaule de petite taille, insuffisante pour permettre un tir stable et confortable, et d'une sangle à l'avant de l'arme qui remplit médiocrement le rôle de seconde poignée frontale. Tous ces facteurs contribuent à rendre l'arme très difficilement contrôlable en l'absence d'un entrainement adapté. Sa portée pratique n'excède donc guère 25 mètres.

## Conception
Le M-10 a été construit principalement à partir de pièces embouties en acier. Une poignée de chargement entaillée dépasse de la partie supérieure de la carcasse, permet de verrouiller la culasse lorsqu'elle est tournée de 90°, agissant ainsi comme un indicateur que l'arme ne peut pas tirer.
Le M10 a une culasse recouvrante, qui entoure la face arrière du canon. Ceci permet une arme plus compacte et équilibre le poids de l'arme au-dessus de la poignée pistolet, où se trouve le chargeur. Le M10 tire à culasse ouverte, et le poids léger de cette culasse permet une cadence de tir rapide.
En outre, cette conception intègre une rampe d'alimentation intégrée au cadre du pontet (un concept nouveau à l'époque) et d'économiser sur le coût du chargeur recyclé à partir du M3 Grease Gun. Le canon est taraudé pour recevoir un silencieux, qui a été conçu pour réduire le bruit du tir sans chercher à réduire la vitesse de la balle. Cela a bien fonctionné avec les versions .45 ACP, étant donné que ces munitions sont déjà subsoniques, à l'inverse des munitions subsoniques spéciales de faible puissance habituellement requises pour les armes de 9 mm équipées d'un silencieux. 
À la suggestion de l'armée des États-Unis, le silencieux a également servi de poignée pour contrecarrer le relèvement du canon lors du tir.
Ingram a ajouté une petite sangle sous la bouche du canon pour aider dans le contrôle du recul lors du tir automatique. La cadence de tir annoncée pour le M10 en .45 est d'environ 1090 coups par minute. Celle du 9mm M11 / 9 est d'environ 1 250 coups par minute, et celle de la plus petite MAC-11 .380 ACP est 1 380 coups par minute.

## Silencieux

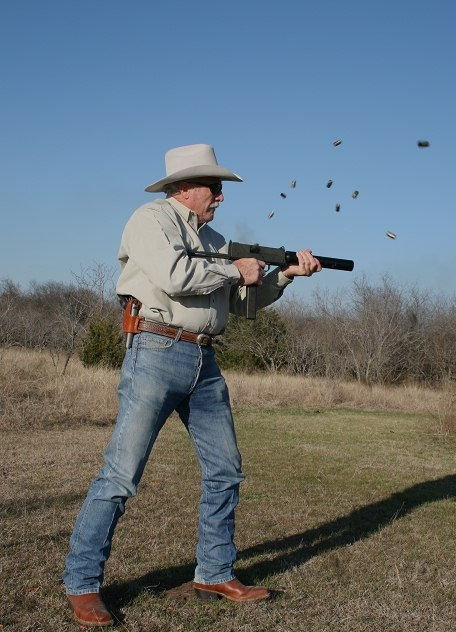
Démonstration de tir d'un MAC-10 en 2014.

La principale raison de la bonne réception initiale du M-10 était son silencieux révolutionnaire conçu par Mitchell Werbell III de Sionics. Ce silencieux a une conception en deux étages, le premier étant plus large que le second. Ce silencieux de forme unique a donné au MAC-10 un aspect très distinctif. Il était également très peu bruyant, au point que la culasse pouvait être entendue en fonctionnement mais uniquement si des munitions subsoniques étaient utilisées (la majorité des munitions de .45 ACP sont subsonique). Le silencieux était recouvert de Nomex permettant de tenir l'arme avec l'autre main, ce qui la rend plus facile à contrôler. Pendant les années 1970, les États-Unis ont imposé des restrictions à l'exportation des silencieux, et un certain nombre de pays ont annulé leurs commandes de M-10 car l'efficacité de son silencieux était le principal argument de vente du M-10. Ce fut l'un des facteurs qui a conduit à la faillite de Military Armament Corporation, un autre étant l'échec de la société à reconnaître le marché privé. Le silencieux Sionics d'origine est d'environ 30 cm de long, 5 cm de diamètre et pèse 450 g.

## Calibres et variantes
Le M-10 original était chambré pour du .45 ACP ou 9 mm et fait partie de toute une série de pistolets mitrailleurs. On y trouve: le MAC-11 / M11A1, qui est une version réduite du M-10 chambré en .380 ACP (9 × 17 mm); et le M-11/9, qui est une version modifiée du M-11 chambrée en 9 × 19 mm, présentée par SWD (Sylvia et Wayne Daniel), et Vulcain Leinad Armament.
Aux États-Unis, les pistolets-mitrailleurs sont réglementés par le National Firearms Act. Comme Military Armament Corporation était en faillite, un grand nombre de pièces d'acier non finies ont reçu des numéros de série, puis achetés par une nouvelle société : RPB. Certains des canons déjà terminés (déjà estampillés MAC), ont été marqués RPB sur l'autre côté, créant ainsi des armes à double marquage.
RPB Industries a fait beaucoup de fusils semi-automatiques et de pistolets-mitrailleurs à culasse ouverte avant que le Bureau of Alcohol, Tobacco, Firearms and Explosives (abrégé en BATFE) ait saisi environ 200 armes semi-automatiques à culasse ouverte pendant les guerres de la drogue de 1981. Le BATFE a insisté pour que toutes les futures versions semi-automatiques soient fabriquées avec un design à culasse-fermée, les armes semi-automatiques à culasse ouverte étant considérées comme pouvant trop facilement être converties illégalement en armes automatiques.
Wayne Daniel, un ancien opérateur de machine à RPB, a acheté une grande partie de leur inventaire restant et formé SWD et conçu une nouvelle arme plus équilibrée, disponible en semi-automatique ou automatique dont le BATFE approuva la conception à culasse fermée.
Il existe plusieurs versions carabines du M-11/9. Cobray et SWD ont fabriqué une version plus petite chambré en .380 ACP en tant que pistolet semi-automatique appelé le M-12.
Aujourd'hui, alors que la fabrication, la vente et la possession civile du MAC-10 avec sélecteur de tir d'après 1986 et de ses variantes est interdite, il est encore légal de vendre des modèles, des outils et des manuels pour réaliser cette conversion. Ces articles sont généralement commercialisés en tant que matériaux « post-échantillon » à l'usage de la Federal Firearm Licensees pour la fabrication et la distribution de variantes du MAC-10 avec sélecteur de tir à destination des forces de l'ordre, des militaires et des clients étrangers.

## Accessoires et pièces de rechange
Lage Manufacturing a créé une variante, appelée amélioration "MAX". La société est basée à Chandler, en Arizona. L'amélioration "MAX" peut réduire le taux initial de feu à environ 600 coups par minute (.45 ACP) et 700 coups/min (9 × 19 mm). Elle ajoute un rail picatinny pour les optiques, une poignée latérale, et un garde-main.
Lage Manufacturing commercialise actuellement une un convertisseur en calibre .22LR le M11-A et Max-11.
Alliance Armament produit des convertisseurs permettant de ralentir la cadence de tir qui acceptent des chargeurs droits non modifiée Suomi de 36 balles, des chargeurs haute-capacité de 50 balles, et des chargeurs tambour de 71 balles. Ils produisent également un convertisseur rendant l'arme compatible avec le 7,62 mm Tokarev de la PPSh-41.
Outre Military Armament Corporation, les MAC-10 et leurs pièces détachées ont été produits par RPB Industries. Cela a été également le cas de Leatherwood Texas MAC, Cobray Company/SWD/Leinad, Jersey Arms Works, MasterPiece Arms, Section Five Firearms et Vulcan (Velocity Arms, V-series).

## Interdiction des armes d'assaut en 1994 aux États-Unis
La version civile semi-automatique du MAC-10, qui fonctionne différemment de son homologue militaire, est tombé sous l'interdiction des armes d'assaut de 1994. L'interdiction établit divers critères qui définissent une arme d'assaut. Le MAC-10 a été nommé explicitement dans l'interdiction, il ne remplit pas deux exigences:
1. C'est une version semi-automatique d'une arme automatique
2. Il possède un poids de 1,4 kg ( ou plus ) à vide[2]. Le MAC-10 pèse 2,84 kg[3].

En outre, l'arme a un canon fileté permettant l'installation d'un silencieux et la capacité du magasin est de 32 coups. En réponse, Wayne Daniel a redessiné le M-11 afin de ne plus pouvoir accepter de silencieux et a créé un nouveau chargeur qui ne contient plus que 10 cartouches comme le réclame la nouvelle législation sur les armes. Cette nouvelle arme à feu a été appelé PM 11/9.

## Copies étrangères et dérivés

### BXP
Le BXP est un pistolet-mitrailleur 9 mm développé au milieu des années 1980 par la société sud-africaine Mechem (actuellement une division de Denel, autrefois sous ARMSCOR) et mis en production en 1984. En raison de l'embargo sur les armes internationales à cause de l'apartheid en Afrique du Sud, le pays était contraint de concevoir et de fabriquer ses propres armes. L'arme a été conçu pour être utilisé par les forces de sécurité. Les droits de fabrication sont passés de main en main plusieurs fois au cours des années, passant de Mechem à Milkor marketing et plus tard à Truvelo Armoury, le fabricant actuel (depuis 2009).

### Carabine Cobra
La carabine Cobra est une arme à feu semi-automatique d'origine Rhodesienne fabriquée au cours de la guerre du Bush de Rhodésie du Sud comme une arme d'auto-défense pour les agriculteurs et est chambré pour le 9 mm Parabellum. L'aspect de cette arme est quelque peu basé sur le pistolet-mitrailleur Uzi.

### Pistolet-mitrailleur Patria
Fabriqué en Argentine, le Pistola Ametralladora Patria est une copie proche du MAC-10 et dispose d'un système d'extension/refroidissement du canon un peu comme le BXP d'Afrique du Sud. Il a été développé par le major Luis Ricardo Dávila, de la force aérienne argentine, et protégé par le brevet national no 220494/5/6/7 du 20/08/1980. Il utilise des munitions de calibre 9 mm et est ambidextre. Une arme antérieure similaire basé sur le MAC-10 a également été conçu en 1977 par le fabricant Domingo Matheu en Argentine, nommé Pistola ametralladora MPA.

### Enarm
Le Enarm MSM / SMG était un pistolet-mitrailleur d'origine brésilienne sur la base du Uzi et du MAC-10. Il a été chambré en 9 × 19 mm Parabellum et est également pourvu d'une poignée. Bien que l'arme ait donné de bons résultats lors des essais, son développement a été interrompu pour des raisons financières.

## Utilisateurs
- Arabie saoudite
- Bolivie[7]
- Chili[8]
- Colombie[9]
- République dominicaine
- Espagne : utilisé par les forces de police[10].
- États-Unis : utilisé par les Navy SEALs, durant la guerre du Vietnam[8],[11] et l'invasion de la Grenade[12].
- Grèce[7]
- Guatemala[7]
- Honduras[7]
- Israël[7]
- Philippines
- Pologne[7]
- Portugal[7]
- Royaume-Uni : Utilisé par le SAS[8].
- Venezuela[7]

### Médias

#### Jeux vidéo
- Counter-Strike: Global Offensive : Le MAC-10 (1 050 $) est l’équivalent du MP9 pour les terroristes. Elle inflige peu de dégâts pour une cadence de tir élevée et une précision moyenne mais reste une bonne option pour une équipe à court d'argent.
- Friday Night Funkin' : L'antagoniste de la semaine 3, Pico a le MAC-10 pour tuer Boyfriend.
- Call of Duty: Warzone : arme de la saison 1 de Call of Duty: Black Ops Cold War.